# Universidade de Buenos Aires
A Universidade de Buenos Aires (UBA, ou em castelhano, Universidad de Buenos Aires) é a maior universidade da Argentina, tendo sido fundada em 12 de agosto de 1821 na cidade de Buenos Aires. Assemelha-se às demais universidades públicas do país por ser financeiramente dependente do Estado, porém é autônoma, gratuita e laica. A UBA possui seu próprio "governo" decorrente de uma reforma universitária levada à cabo por professores, alunos e egressos em 1918 (Reforma Universitária de Córdova). 
Contava, em 2014, com um total de 78 cursos de graduação e, ainda, várias opções de pós-graduação, especializações, mestrados, doutorados e pós-doutorados. Cerca de 30% da investigação científica do país ocorre na instituição. 
A universidade teve como estudantes e professores cinco ganhadores argentinos do Prêmio Nobel, assim como formou nada menos que 15 presidentes argentinos, fazendo da UBA a instituição de ensino que mais formou presidentes do mundo. Foi eleita pelo QS University Rankings, no ano de 2019, como a melhor universidade da América do Sul e da América Latina, posto antes ocupado pela Universidade de São Paulo. Em 2024, a universidade passou a figurar em 9º lugar na região, atrás apenas da Universidade de São Paulo, Pontifícia Universidade Católica do Chile, Universidade Estadual de Campinas, Instituto Tecnológico e de Estudos Superiores de Monterrey Universidade do Chile, Universidade dos Andes, Universidade Nacional Autônoma do México e Universidade Federal do Rio de Janeiro.
Respeitada pelo mundo inteiro, é a primeira universidade latino-americana a figurar entre as 100 melhores universidades do mundo, estando à frente até mesmo da Universidade de Boston. A UBA conta com mais de seis hospitais, inclusive o hospital das clínicas, o maior de Buenos Aires, e um segundo hospital das clínicas está em construção com previsão de término das obras em 2020, com a promessa de ser o hospital universitário mais moderno da América Latina, além de convênios com diversos hospitais na Argentina e no mundo. Possui três colégios de ensino médio, como o Colégio Nacional de Buenos Aires, considerado um dos melhores do país, e mais de 10 museus. É a universidade que mais corresponde com pesquisas no país (mais de 30% são feitas pela universidade) e, além disso, possui cinco Prêmios Nobéis. Ela atrai estudantes do mundo inteiro, com mais de 300.000 estudantes e 60.000 docentes, além de ser um grande alvo dos estudantes brasileiros para fazer intercâmbio.
Possui parcerias com instituições do mundo inteiro (como Harvard) e, principalmente, na Europa. São mais de 39 países com diversas universidades, tanto públicas como privadas. Em 2016, foi firmado uma alteração no pacto de Bologna, onde a Espanha e Argentina reconhecem os títulos acadêmicos mutuamente e, assim, os estudantes que se formarem na UBA poderão exercer a profissão não só na Espanha, mas em toda a União Europeia.

## Composição da Universidade

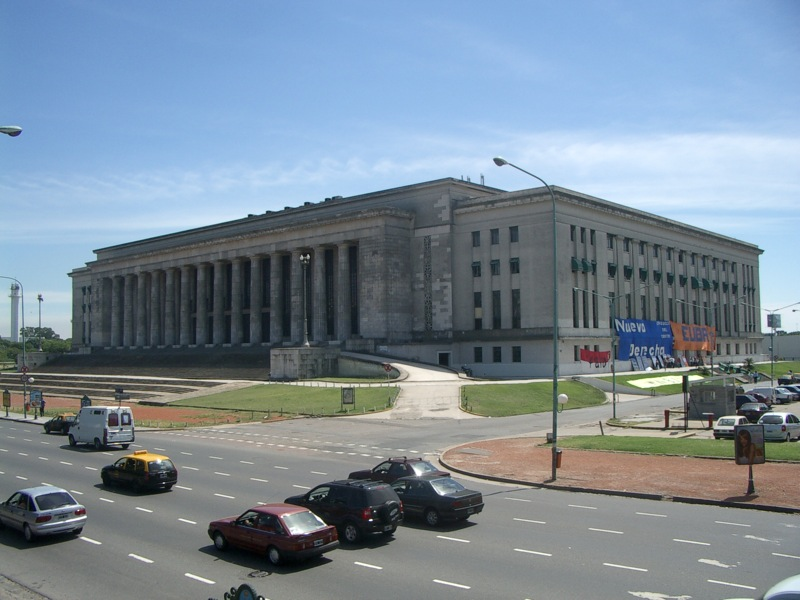
Faculdade de Direito
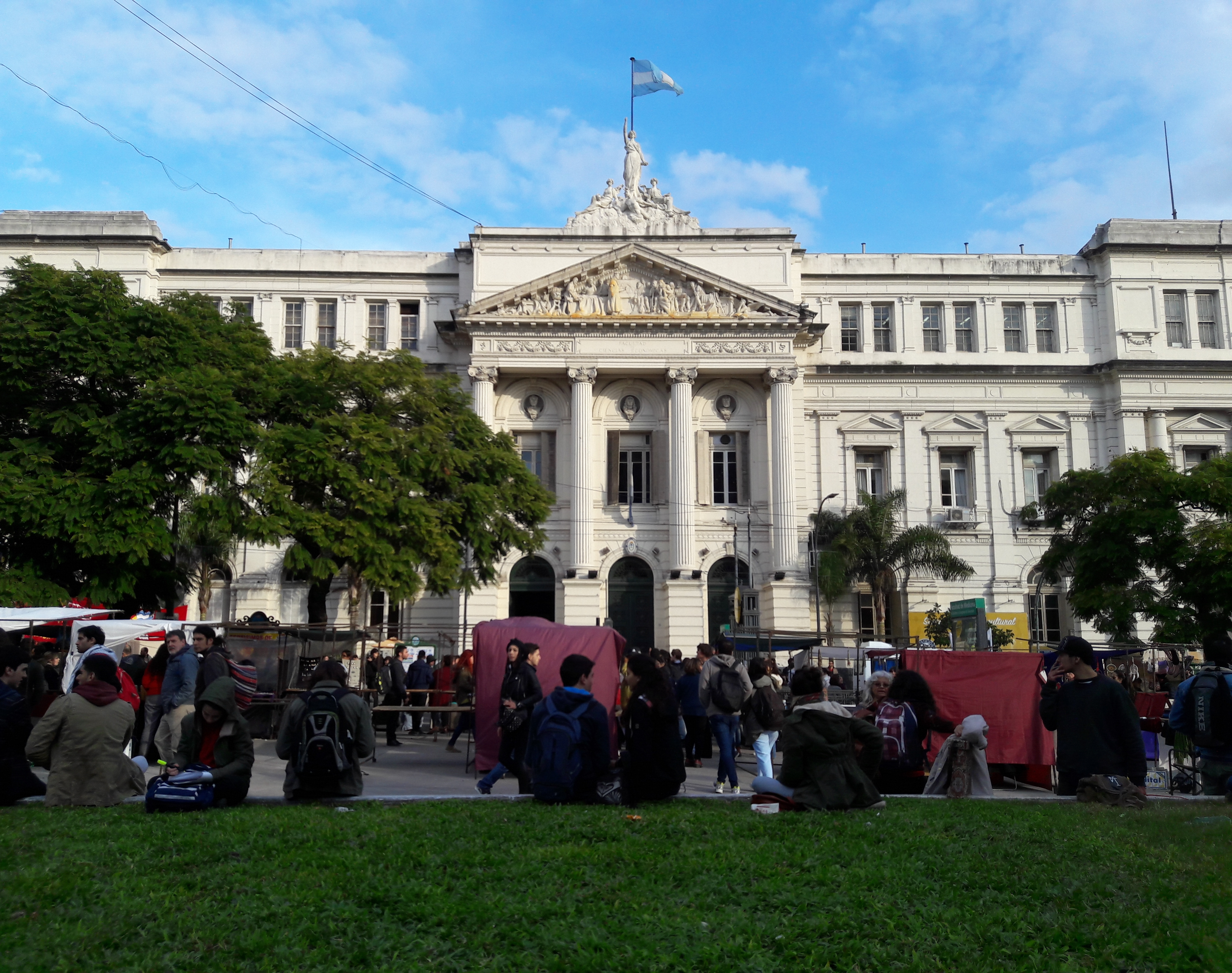
Faculdade de Ciências Econômicas
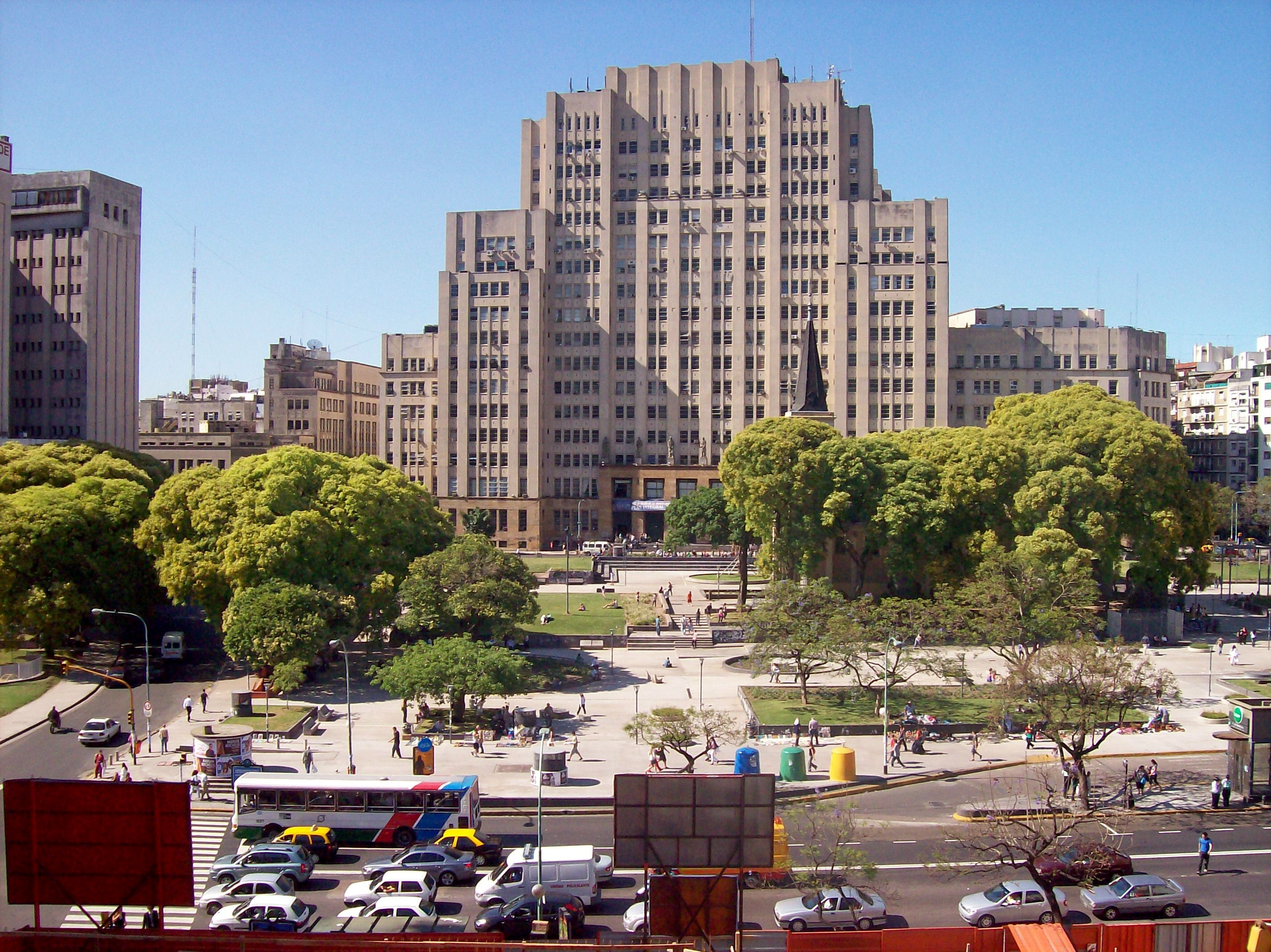
Faculdade de Medicina
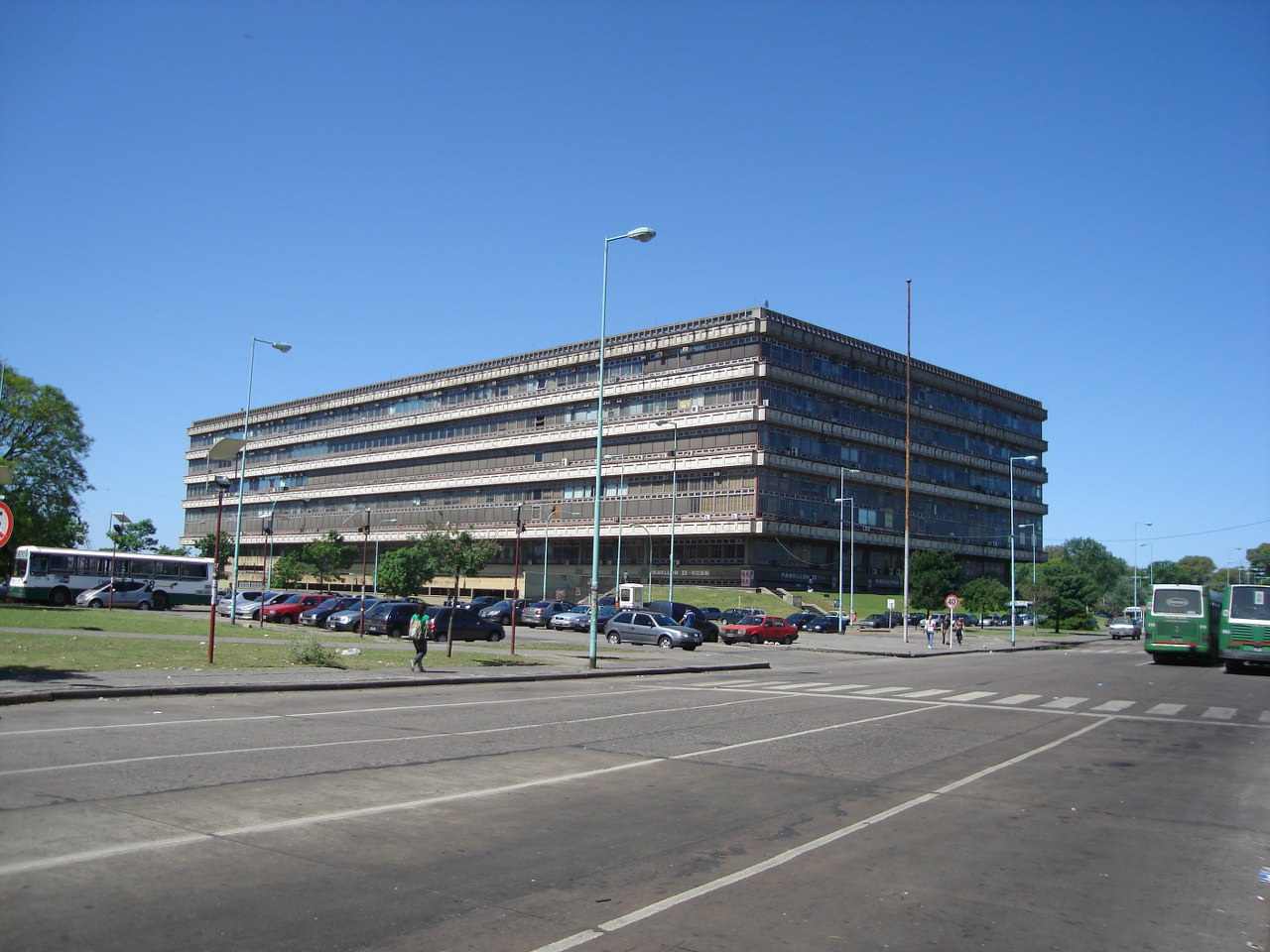
Faculdade de Arquitetura
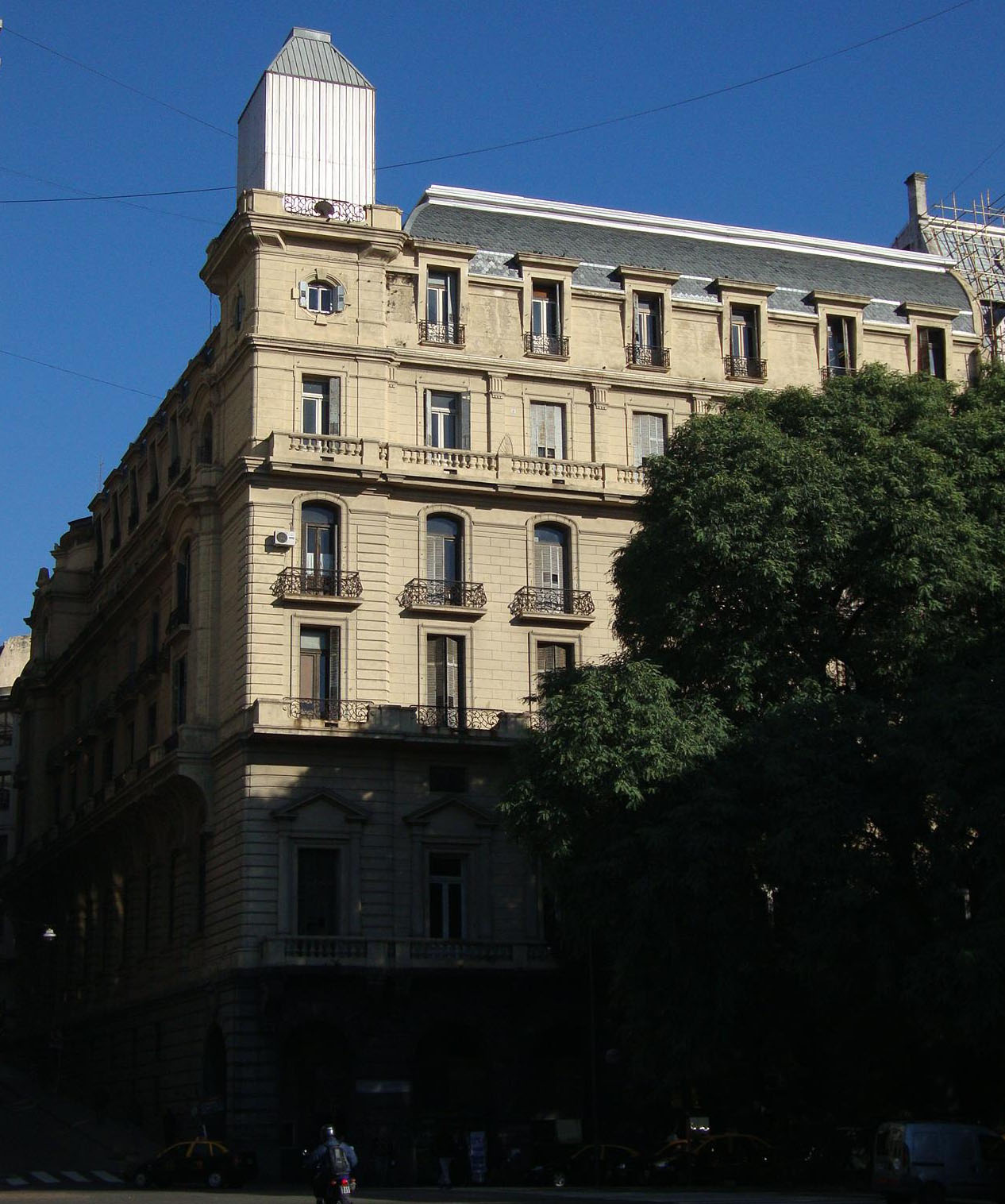
Faculdade de Filosofia e Letras
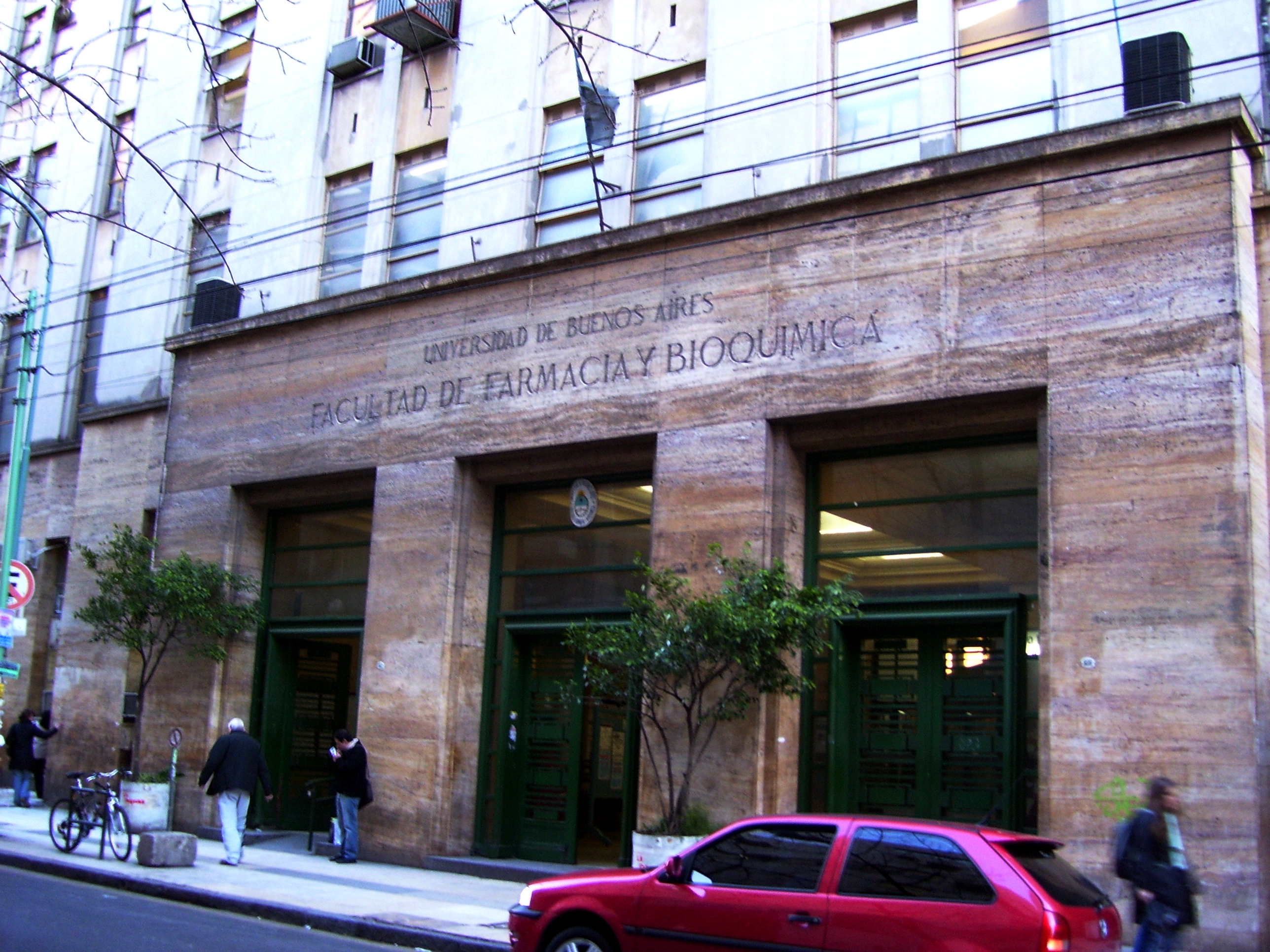
Faculdade de Odontologia
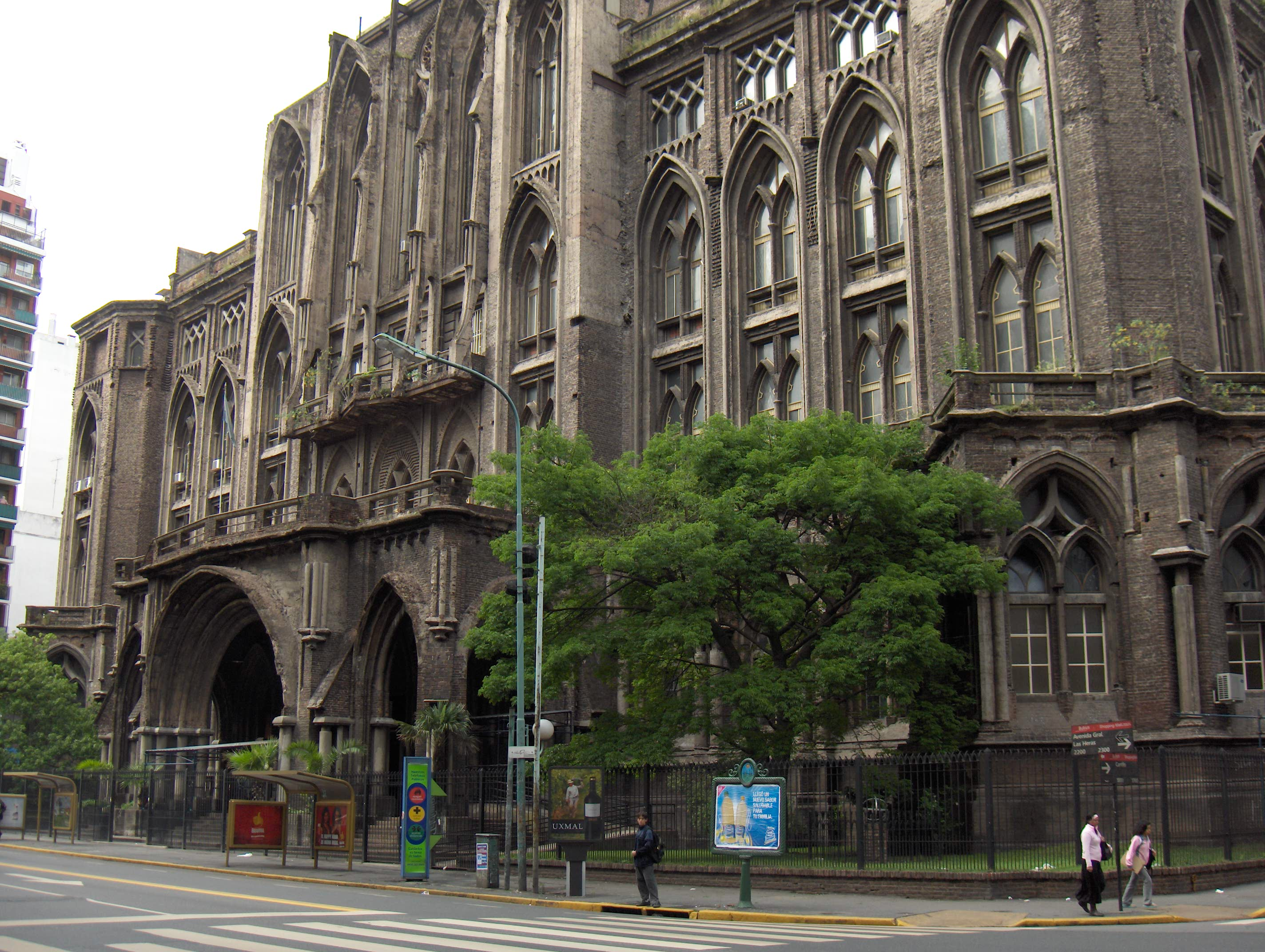
Faculdade de Engenharia

### Faculdades
- Faculdade de Agronomia
- Faculdade de Arquitetura, Desenho e Urbanismo
- Faculdade de Ciências Econômicas
- Faculdade de Ciências Exatas e Naturais
- Faculdade de Ciências Sociais
- Faculdade de Ciências Veterinárias
- Faculdade de Direito
- Faculdade de Farmácia e Bioquímica
- Faculdade de Filosofia e Letras
- Faculdade de Engenharia
- Faculdade de Medicina
- Faculdade de Odontologia
- Faculdade de Psicologia

### Campus
Apesar de não contar com um campus que una todas as faculdades, a Universidade de Buenos Aires possui dois terrenos que agrupam várias das entidades acadêmicas.
- Cidade  Universitária: localizada no bairro portenho de Núñez, está dividida em três edifícios (pavilhões) onde cursa-se a maioria das carreiras correspondentes às faculdades de Arquitetura, Desenho e Urbanismo e de Ciências Exatas e Naturais. Assim mesmo, desenvolveram-se também atividades da  Faculdade de Engenharia, que é uma das quinze sedes do CBC.

- Centro Universitário Regional Paternal: no prédio que fica localizado no limite entre os bairros de La Paternall e Agronomía, encontram-se as faculdades de Agronomia e de Ciências Veterinárias. Também é sede do CBC.

### Sítios de faculdades
- Faculdade de Agronomia
- Faculdade de Arquitetura, Desenho e Urbanismo
- Faculdade de Ciências Econômicas
- Faculdade de Ciências Exatas e Naturais
- Faculdade de Ciências Sociais
- Faculdade de Ciências Veterinárias
- Faculdade de Direito
- Faculdade de Farmácia y Bioquímica
- Faculdade de Filosofia e Letras
- Faculdade de Engenharia
- Faculdade de Medicina
- Faculdade de Odontologia
- Faculdade de Psicologia